# Doggystyle
Doggystyle è l'album d'esordio del rapper statunitense Snoop Dogg. È stato pubblicato nel 1993 dalle case discografiche Death Row Records e Interscope Records. Con questo album d'esordio Snoop Dogg ha venduto 7 milioni di copie, il suo maggiore successo di vendite.
È considerato uno degli album più importanti nel panorama hip hop, nonché uno dei più influenti, in quanto è stato uno dei primi album a presentare il G-funk.

## Tracce
1. Bathtub - 1:50 
2. G Funk (Intro) - 2:24 
3. Gin and Juice - Daz Dillinger - 3:31
4. Tha Shiznit - 4:40
5. Lodi Dodi - Nancy Fletcher - 5:01
6. Murder Was the Case - Daz Dillinger - 3:38
7. Serial Killa - Tha Dogg Pound & The Doc - 3:32 
8. Who Am I (What's My Name)? - 4:06
9. For All My Niggaz And Bitches - The Lady Of Rage & Tha Dogg Pound - 4:43
10. Ain’t No Fun (If The Homies Can’t Have None) - Kurupt, Warren G & Nate Dogg - 4:06
11. Doggy Dogg World - Tha Dogg Pound & The Dramatics - 5:38 
12. G'n And Hustlaz - 4:35
13. Pump Pump - Lil-malik - 4:39

## Inediti
- G'z Up, Hoes Down - 2:21 (inclusa nelle prime 3000 copie dell'album)
- Every Single Day (Original Version) (feat. Kurupt & Nate Dogg) - 4:23
- Doggystyle (feat. George Clinton & Jewell) - 5:37
- Tha Next Episode ('93 Original Version) (feat. Dr. Dre) - 4:39
- The Root of All Evil (Outro) - 5:37

## Cover
La canzone Lodi Dodi è una cover del pezzo di Slick Rick La Di Da Di. Il primo ritornello, che qui è cantato da Nanci Fletcher, e che in La Di Da Di è presente solo nella versione full version (cantato dallo stesso Slick), è invece un'interpolazione (preso) dalla versione della canzone A Taste Of Honey di Sukiyaki